# Erythroneura rubra
Erythroneura rubra är en insektsart som först beskrevs av David D. Gillette 1898.  Erythroneura rubra ingår i släktet Erythroneura och familjen dvärgstritar. Inga underarter finns listade i Catalogue of Life.